# Kulturní památky technického dědictví
Kulturní památky technického dědictví je limitovaná edice zlatých mincí emitovaná Českou národní bankou (ČNB) v letech 2006–2010. Motivem na mincích jsou významné kulturní památky technického dědictví České republiky.

## Popis
V letech 2006 až 2010 byl ČNB vydán cyklus deseti zlatých mincí, které představovaly významné technické památky zapsané nebo prohlášené kulturními památkami České republiky. Zlaté mince měly průměr 22 mm, hmotnost 7,8 g, ryzost 999,9/1000 Au, nominální hodnotu 2500 Kč. Byly vydány ve špičkové kvalitě tzv. proof s hladkou hranou mince a v běžné kvalitě standard s vroubkovanou hranou mince. Ražbu mincí provedla Česká mincovna, prodej probíhá prostřednictvím smluvních prodejců. Ke každé minci se dodává certifikát pravosti mince, tj. červená katalogová karta s popisem a plastickým vyobrazením mince. Vzhledem k zvýšenému zájmu o pamětní mince od roku 2008 byl zvýšen limit emitovaných mincí.

## Seznam
| Most | datum vydání | Autor návrhu                       | limit (ks) | limit (ks) | zdroj                |
| --- | ------------ | ---------------------------------- | ---------- | ---------- | -------------------- |
| Most | datum vydání | Autor návrhu                       | Standard   | Proof      | zdroj                |
| Národní kulturní památka – papírna Velké Losiny | 10. 5. 2006  | Luboš Charvát                      | 2000       | 3000       | [ 3 ] [ 4 ]          |
| Národní kulturní památka Klementinum v Praze – observatoř | 11. 10. 2006 | Josef Oplištil                     | 2100       | 3800       | [ 5 ] [ 6 ]          |
| Kulturní památka Ševčinský důl Příbram – Březové Hory | 16. 5. 2007  | Luboš Charvát                      | 2100       | 5100       | [ 7 ] [ 8 ] [ 9 ]    |
| Národní kulturní památka vodní mlýn ve Slupi | 3. 10. 2007  | akademický sochař Zbyněk Fojtů     | 2300       | 6300       | [ 10 ] [ 11 ]        |
| Národní kulturní památka řetězový most ve Stádlci | 14. 5. 2008  | Luboš Charvát                      | 3200       | 10800      | [ 12 ] [ 13 ]        |
| Kulturní památka pivovar v Plzni | 8. 10. 2008  | akademický sochař Zbyněk Fojtů     | 3200       | 10800      | [ 14 ] [ 15 ]        |
| Kulturní památka zdymadlo na Labi pod Střekovem | 20. 5. 2009  | MgA. Josef Oplištil                | 3500       | 10500      | [ 16 ] [ 17 ] [ 18 ] |
| Kulturní památka větrný mlýn v Ruprechtově | 7. 10. 2009  | akademický sochař Jiří Harcuba     | 3500       | 10500      | [ 19 ] [ 20 ]        |
| Kulturní památka hamr v Dobřívě | 5. 5. 2010   | akademický sochař Jaroslav Veselák | 3800       | 12000      | [ 21 ] [ 22 ]        |
| Národní kulturní památka Důl Michal v Ostravě | 6. 10. 2010  | akademický sochař Zbyněk Fojtů     | 3800       | 9200       | [ 23 ] [ 24 ]        |
| Poznámka: Názvy technických památek jsou dle jednotlivých vyhlášek vydaných k jednotlivým objektům. Seznam vyhlášek Některé výše uvedené technické objekty se staly národními kulturními památkami ČR. |              |                                    |            |            |                      |